# Compagnie de Navigation Sud-Atlantique

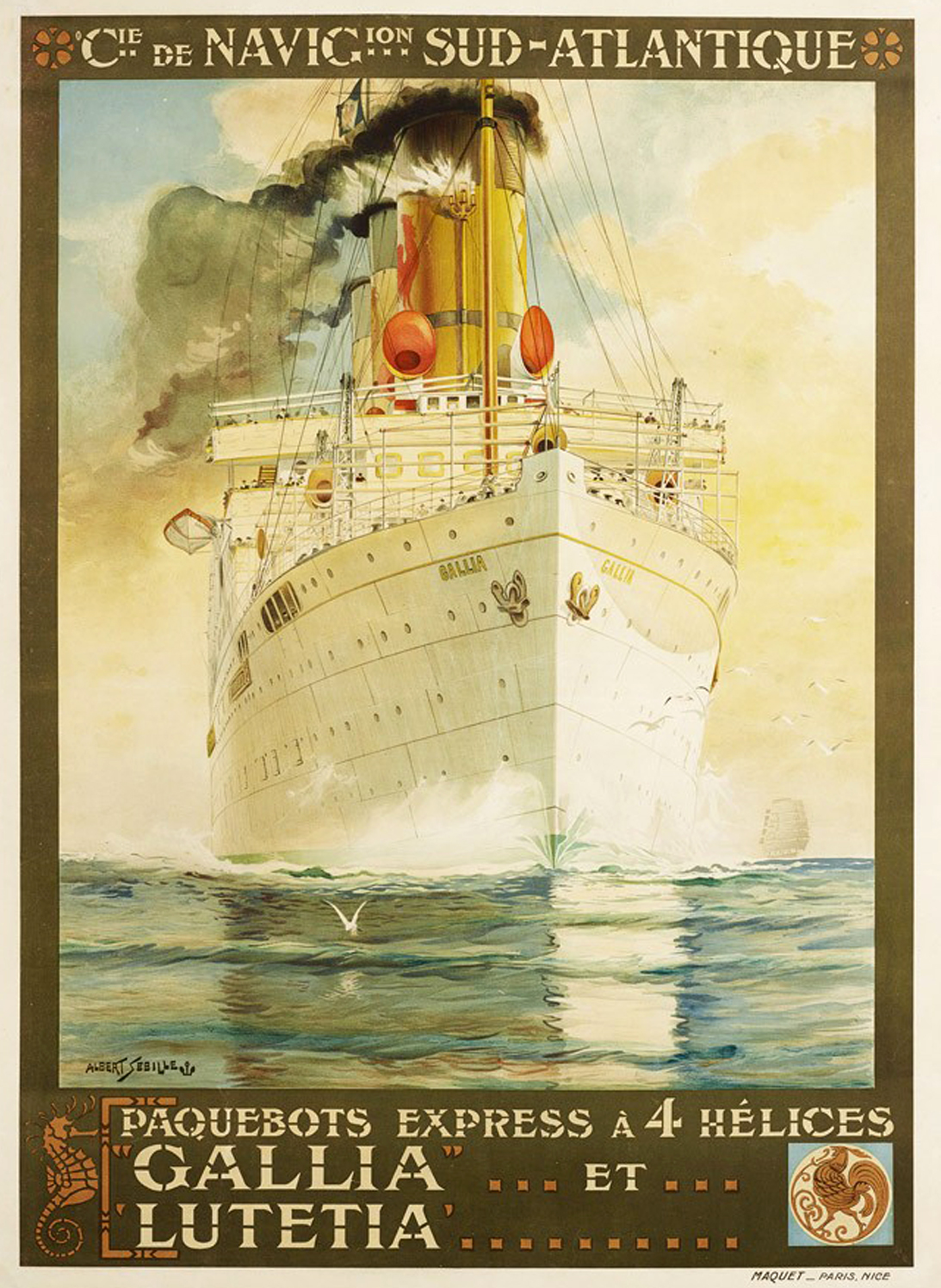
Werbeplakat der Compagnie de Navigation Sud-Atlantique (1913)

Die Compagnie de Navigation Sud-Atlantique war eine französische Schifffahrtsgesellschaft in den Jahren von 1910 bis 1962 für den Post-, Fracht- und Passagierdienst zwischen Frankreich und Südamerika.

## Unternehmensgründung als Societe d’Études de Navigation
Die Societe d’Études de Navigation wurde 1910 von dem französischen Reeder Cyprien Fabre, der Compagnie Fraissinet und der Société Générale de Transport Maritimes in Zusammenarbeit mit zwei französischen Banken gegründet. Am 27. Mai 1910 legten sie einen Antrag der französischen Regierung vor, alle von der Reederei Messageries Maritimes gepflegten Postdienste zu übernehmen. Messageries Maritimes hatte sehr wenig seit 1904 getan, um ihren südamerikanischen Service zu verbessern.
Nachdem die französischen Behörden mit den Messageries und der Societe d’Études private Gespräche geführt hatten, wurden am 11. Juli 1911 Verträge unterzeichnet, die ab dem 22. Juli 1912 wirksam werden sollten. Messageries durften alle ihre Postdienstleistungen mit Ausnahme derjenigen nach Südamerika behalten, die auf die Societe d’Études übertragen werden sollte. Sie waren ihrerseits verpflichtet, vier 18-Knoten-Passagierschiffe mit einer Mindestlänge von 175 Metern zu bauen und sechs Paketschiffen bereitzustellen, um einen vierzehntäglichen Post-, Fracht- und Passagierdienst auf der Route Bordeaux – Lissabon – Dakar – Rio de Janeiro – Santos – Montevideo – Buenos Aires zu unterhalten. Obgleich die Vereinbarungen vom französischen Parlament bis zum 31. Dezember 1911 nicht bestätigt wurde, begannen zum 1. Januar 1912 die Schiffswerften Chantiers de l’Atlantique in Saint-Nazaire/Frankreich an der Mündung der Loire den Bau der Lutetia und Forges et Chantiers de la Méditerranée in La Seyne-sur-Mer bei Toulon den Bau der Gallia, die beide 1913 ausgeliefert werden sollten.

## Umbenennung zur Compagnie de Navigation Sud-Atlantique

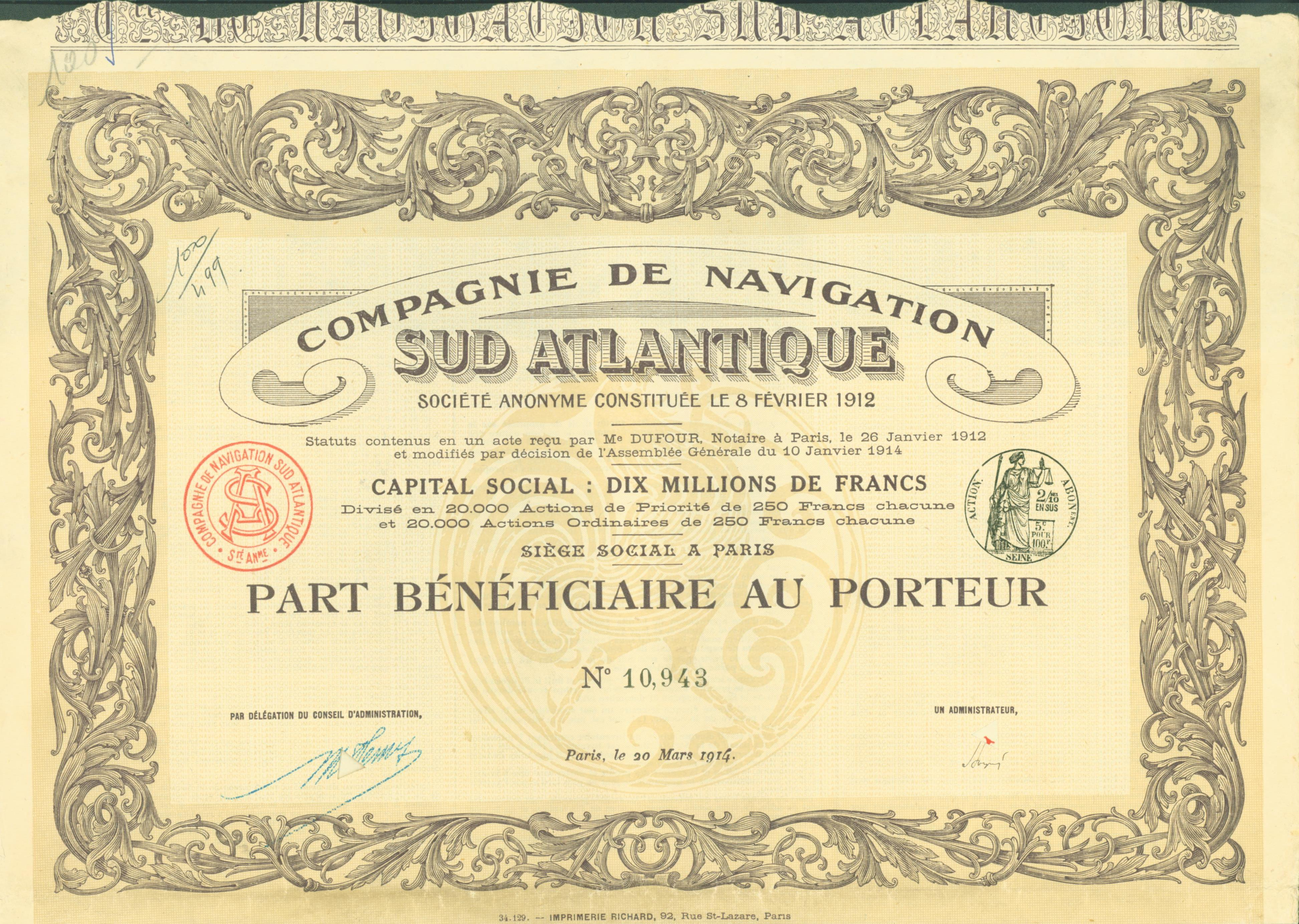
Part Bénéficiaire au Porteur der Compagnie de Navigation Sud Atlantique S. A. vom 20. März 1914

Am 8. Februar 1912 änderte die Societe d’Études de Navigation ihren Namen in Compagnie de Navigation Sud-Atlantique, das Stammkapital betrug zu diesem Zeitpunkt 15 Millionen Franc (600.000 £). Der Vorstand bestand aus prominenten Bankiers und Reedern, darunter Andre Berthelot, Cyprien Fabre, Alfred Fraissinet, Comte Arrnand, Pellerin de la Touche und Hubert Giraud. Der Dienstbetrieb konnte zwei Monate verspätet am 22. September 1912 nach dem Ankauf gebrauchter Schiffe aufgenommen werden.
1914 wurde das Unternehmen unter die Kontrolle der Compagnie Générale Transatlantique gestellt und 1916 von Chargeurs Réunis übernommen. Im Jahre 1927 wurde die Reederei Chargeurs Réunis ihrerseits mittels feindlicher Übernahme seitens der Fabre Line unselbständig und kontrollierte damit ab 1928 als Muttergesellschaft den Südamerikaverkehr.
Im Jahre 1962 übernahm Messageries Maritimes den südamerikanischen Dienst mit nur noch den beiden Schiffen Laennec und Charles Tellier, dies war das Ende der Compagnie de Navigation Sud-Atlantique.
| Schiff          | Baujahr | Einsatz | Tonnen  |
| --------------- | ------- | --- | ------- |
| Alba            | 1912    | Gebaut von Bremer Vulkan, Bremen, als Fracht- und Passagierdampfer unter dem Namen Sierra Ventana für den Norddeutschen Lloyd, 1919 von Frankreich beschlagnahmt und 1920 von Compagnie de Navigation Sud-Atlantique in Alba umbenannt, 1926 an Chargeurs Reunis verkauft, danach umbenannt in Amerique, verschrottet 1936. | 8.324   |
| Burdigala       | 1898    | Gebaut von Schichau-Werke, Danzig, unter dem Namen Kaiser Friedrich. 1912 nach Kauf durch Norddeutschen Lloyd an Compagnie de Navigation Sud-Atlantique, umbenannt in Burdigala. Im August 1914 von der französischen Marine requiriert. Am 14. November 1916 auf der Fahrt von Thessaloniki in Richtung Frankreich bei der griechischen Insel Kea auf eine Mine aufgelaufen und versunken. | 12.480  |
| Charles Tellier | 1952    | Gebaut von Ateliers & Chantiers de La Loire, Saint-Nazaire für Compagnie de Navigation Sud-Atlantique, 1962 von Messageries Maritimes erworben, 1967 an Reeder aus Hongkong verkauft und unter dem Namen Le Havre Abeto unter der Flagge Panamas bis zum aufgelegen 1978 betrieben, 1984 verschrottet. | 12. 007 |
| Divona          | 1887    | Bei der Fairfield Shipbuilding and Engineering Company in Govan gebaut und lief am 29. September 1886 als Ormuz vom Stapel, 1912 erworben von der Orient Steam Navigation Company, umbenannt in Divona, 1919 aufgelegt, 1922–1923 verschrottet. | 6.405   |
| Gallia          | 1913    | Gebaut von Forges et Chantiers de la Méditerranée in La Seyne-sur-Mer bei Toulon. Am 29. November 1913 lief die Gallia in Bordeaux zu ihrer Jungfernfahrt nach Río de la Plata in Argentinien aus. Ihre Zeit als Passagierdampfer war aber nur sehr kurz, am 16. Mai 1916 wurde sie von der französischen Marine requiriert und anschließend in einen bewaffneten Hilfskreuzer umgewandelt, um französische Soldaten vom Mittelmeer in den Orient zu transportieren. 1916 vom deutschen U-Boot U 35 torpediert und versenkt mit Verlust von über 600 Menschenleben. | 14.966  |
| Garonna         | 1897    | Bei der Fairfield Shipbuilding and Engineering Company in Govan gebaut als Avondale Castle, von Union-Castle Line betrieben, 1912 an Compagnie de Navigation Sud-Atlantique verkauft und umbenannt in Garonna, verschrottet 1920. | 5.531   |
| La Bretagne     | 1886    | Gebaut von Chantiers de Penhoët, Saint-Nazaire als La Bretagne, 1912 erfolgte der Verkauf durch die Compagnie Générale Transatlantique an Compagnie de Navigation Sud-Atlantique. Im August 1914 wurde die La Bretagne aufgrund des Kriegs in ein Hospitalschiff mit 550 Betten umgewandelt und fuhr ab Oktober 1916 unter der Bezeichnung Bretagne II. Im Jahre 1919 auf den Namen Alesia umbenannt. Im Dezember 1923 strandete sie bei der Nordseeinsel Texel auf dem Weg zur Abwrackwerft in den Niederlanden. | 7.112   |
| La Gascogne     | 1886    | Auf der Werft Forges et Chantiers de la Méditerranée (FCM) in La Seyne-sur-Mer unter dem Namen L'Algerie auf Kiel gelegt, lief im Januar 1886 vom Stapel, fertiggestellt aber als La Gascogne. Am 24. April 1912 wurde sie an die Compagnie de Navigation Sud-Atlantique für den Liniendienst von Bordeaux nach Südamerika verkauft und lief am 2. November 1912 erstmals in Bordeaux für die neuen Eigner aus. Im August 1914 für kurze Zeit in einen bewaffneten Hilfskreuzer umgewandelt. Am 26. Februar 1915 wurde der Dampfer noch einmal von der CGT, seiner ursprünglichen Reederei, gechartert. Im November 1918 wurde die La Gascogne in Bordeaux abgerüstet und am 1. Juli 1919 traf sie im italienischen Genua zum Abwracken ein. | 7.395   |
| Laennec         | 1952    | Gebaut von Ateliers & Chantiers de La Loire, Saint-Nazaire, 1962 von Messageries Maritimes erworben, 1966 an Reeder aus Hongkong verkauft und unter dem Namen Le Havre Abeto unter der Flagge Panamas bis zum aufgelegen 1978 unter dem Namen Belle Abeto betrieben, 1976 durch einen Brand zerstört. | 12.007  |
| L’Atlantique    | 1931    | Der Kiel der L’Atlantique wurde am 28. November 1928 auf der Werft Chantiers de Penhoët in Saint-Nazaire gelegt. 1930 in Dienst gestellter Transatlantik-Passagierdampfer der Reederei Compagnie de Navigation Sud-Atlantique. Sie war zu ihrer Zeit der größte Ozeandampfer auf der Route zwischen Europa und Südamerika. Am 4. Januar 1933 brannte das Schiff im Ärmelkanal so stark aus, dass sich eine Reparatur nicht lohnte. Die L’Atlantique wurde 1936 bei Port Glasgow, Schottland, verschrottet. | 40.945  |
| Liger           | 1896    | Bei der Fairfield Shipbuilding and Engineering Company in Govan wurde für die Union-Castle Line gebaut und lief als Tintagel Castle vom Stapel, im Jahre 1912 an Compagnie de Navigation Sud-Atlantique verkauft und umbenannt in Liger, 1923 verschrottet. | 5.562   |
| Lutetia         | 1913    | 1912 auf der Schiffswerft Chantiers de l’Atlantique in Penhoët bei Saint-Nazaire auf Kiel gelegt, Stapellauf am 13. März 1913. Zunächst als Lazarettschiff wurde sie am 19. März 1915 von der französischen Marine requiriert und in einen bewaffneten Hilfskreuzer umgewandelt. Im Mai 1915 brachte sie französische Truppen an der Halbinsel Gallipoli an Land. Im Oktober 1916 beförderte sie russische Soldaten nach Thessaloniki. Am 13. Oktober 1917 wurde die Lutetia aus dem Kriegsdienst entlassen und wieder im zivilen Passagierverkehr eingesetzt. 1937 außer Dienst gestellt. Am 12. Januar 1938 traf es in der englischen Hafenstadt Blyth zum Abwracken ein. | 14.783  |
| Massilia        | 1914    | Gebaut von Forges et Chantiers de la Méditerranée in La Seyne-sur-Mer bei Toulon für Compagnie de Navigation Sud-Atlantique. 1940 aufgelegt in Marseille, 1944 von Deutschen Wehrmacht versenkt, das Wrack wurde später verschrottet. | 15.147  |
| Meduana         | 1923    | Gebaut von Swan, Hunter & Wigham Richardson in Wallsend im Metropolitan County Tyne and Wear für Compagnie de Navigation Sud-Atlantique, 1928 Verkauf an Chargeurs Reunis, umbenannt in Kerguelen, nach Beschlagnahme durch die Deutsche Wehrmacht im Jahre 1940 zu Winrich von Kniprode umbenannt, 1945 kehrte das Schiff in die französische Hoheit zurück und wurde wieder zu Kerguelen umbenannt, 1955 verschrottet. | 10.123  |
| Mosella         | 1922    | Gebaut von Swan, Hunter & Wigham Richardson in Wallsend im Metropolitan County Tyne and Wear für Compagnie de Navigation Sud-Atlantique, 1928 Verkauf an Chargeurs Reunis, umbenannt in Jamaïque, 1954 verschrottet. | 10.123  |
| Pasteur         | 1939    | Gebaut von Chantiers de Penhoët, Saint-Nazaire, 1940 wurden mit der Pasteur 200 Tonnen Goldreserven Frankreichs nach Kanada verschifft. Nach der Niederlage Frankreichs übernahm Großbritannien das Schiff und als Truppentransporter und Lazarettschiff eingesetzt. Nach der Rückgabe an Frankreich fuhr das Schiff ab 1946 in französischen Diensten als Truppentransporter nach Vietnam (Indochinakrieg) und ab 1954 bis 1957 nach Algerien. 1945 an die Compagnie de Navigation Sud-Atlantique zurückgegeben, 1957 Verkauf an Norddeutschen Lloyd und in Bremen umbenannt. 1971 verkauft an Chandris und in Regina Magna umbenannt. Ab 1977 war sie unter dem Namen Saudiphil I ein Hotelschiff in Dschidda. 1980 wurde sie als Filipinas-Saudi I an die Philsimport International in Hongkong verkauft; auf der Schleppreise nach Taiwan zum Abwracken sank das Schiff am 6. Juni 1980 im Indischen Ozean. | 29.253  |
| Samara          | 1894    | Gebaut von Harland & Wolff, Belfast als Staffordshire, 1912 erworben von Bibby Line und umbenannt in Samara, 1921 verkauft an Compagnie de Navigation Sud-Atlantique, verschrottet 1922. | 6.055   |
| Sequana         | 1898    | Gebaut von Workman, Clark & Co., Ltd., Belfast für Ellerman Lines als City of Corinth, 1912 verkauft an Compagnie de Navigation Sud-Atlantique, umbenannt in Sequana, 1917 von dem deutschen U-Boot U 72 torpediert und versenkt. | 5.443   |

| Schiff       | Baujahr | Einsatz | Tonnen |
| ------------ | ------- | --- | ------ |
| Atlantique   | 1899    | Gebaut von Messageries Maritimes, La Ciotat, gechartert für Rundreisen 1912, 1921 umbenannt in Angkor, 1933 verschrottet. | 6.479  |
| Flandre      | 1914    | Das Frachtschiff Flandre wurde von Chantiers de l’Atlantique, Saint-Nazaire, für Compagnie Générale Transatlantique gebaut und im Jahre 1914 von Compagnie de Navigation Sud-Atlantique gechartert. Es sank nach Kontakt mit einer Seemine an der Mündung der Gironde.                                                                           | 8.503  |
| Floride      | 1907    | Das Frachtschiff wurde von Chantiers & Ateliers de Provence, Port-de-Bouc, für Compagnie Générale Transatlantique gebaut und im Jahre 1915 von Compagnie de Navigation Sud-Atlantique gechartert. Am 19. Februar 1915 mit 86 Passagieren von dem deutschen Hilfskreuzer Prinz Eitel Friedrich gekapert und anschließend in Südatlantik versenkt. | 7.029  |
| Guadeloupe   | 1907    | Das Frachtschiff wurde von Chantiers de l’Atlantique, Saint-Nazaire, für Compagnie Générale Transatlantique gebaut und im Jahre 1914 von Compagnie de Navigation Sud-Atlantique gechartert. Vom Hilfskreuzer Kronprinz Wilhelm am 22. Februar 1915 aufgebracht und versenkt.                                                                     | 6.586  |
| La Champagne | 1885    | Gebaut von Chantiers de Penhoët, Saint-Nazaire, für Compagnie Générale Transatlantique gebaut und im Jahre 1912 von Compagnie de Navigation Sud-Atlantique gechartert. Am 28. Mai 1915 lief sie beim Einlaufen in den Hafen von Saint-Nazaire auf Grund und brach entzwei. Das Wrack wurde kurze Zeit später verschrottet.                       | 7.087  |
| Perou        | 1907    | Das Frachtschiff wurde von Chantiers de l’Atlantique, Saint-Nazaire, für Compagnie Générale Transatlantique gebaut und im Jahre 1914 von Compagnie de Navigation Sud-Atlantique gechartert. 1934 verschrottet. | 6.599  |
| Valdavia     | 1911    | Von Chantiers & Ateliers de Provence, Port-de-Bouc, für Société Générale de Transport Maritimes gebaut und im Jahre 1913 für ein Jahr von Compagnie de Navigation Sud-Atlantique gechartert. 1933 verschrottet. | 7.168  |

## Bildgalerie

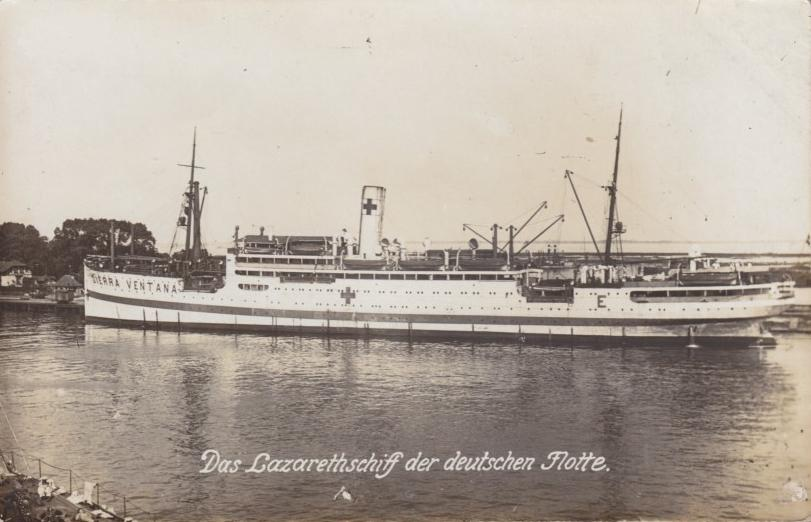
Alba als Hospitalschiff Sierra Ventana (1915)
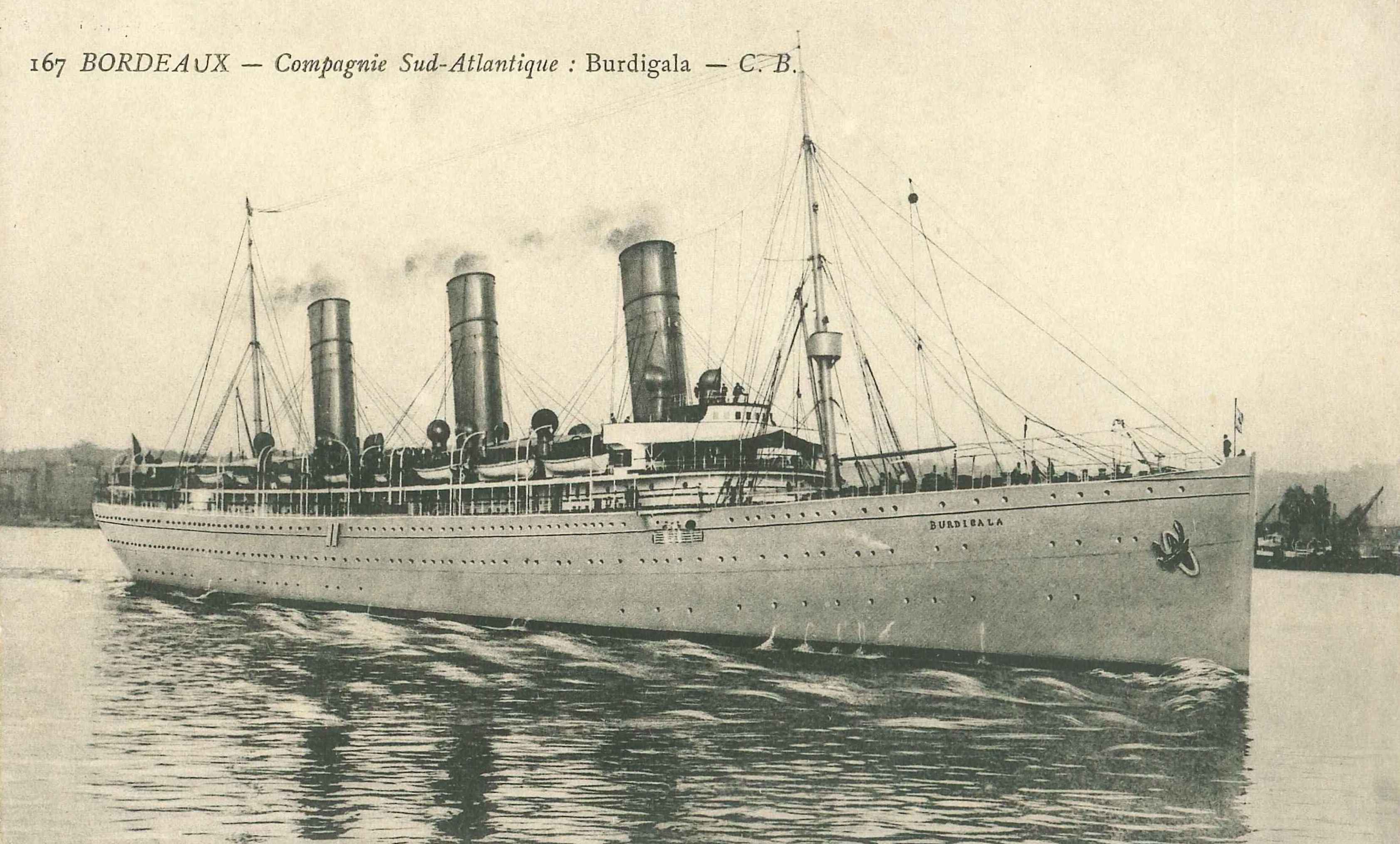
Die Burdigala im weißen Anstrich der Compagnie de Navigation Sud-Atlantique
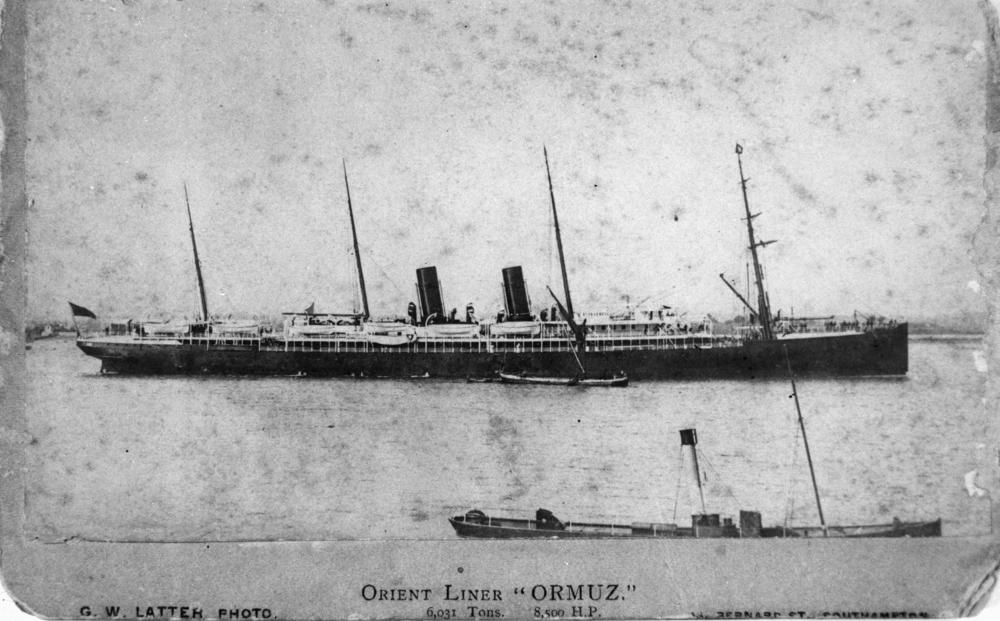
Divona als Ormuz (1887)
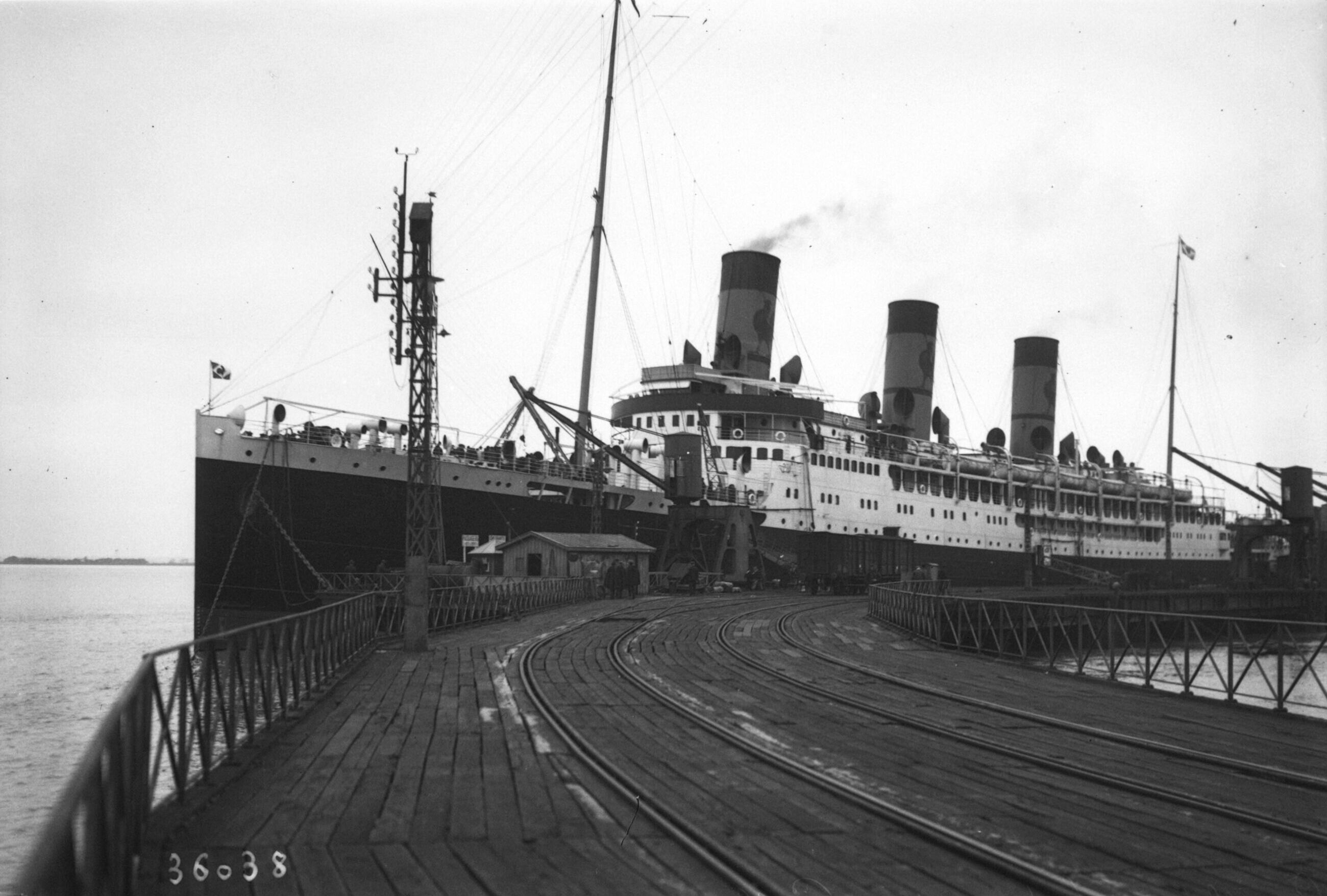
Gallia (1914)
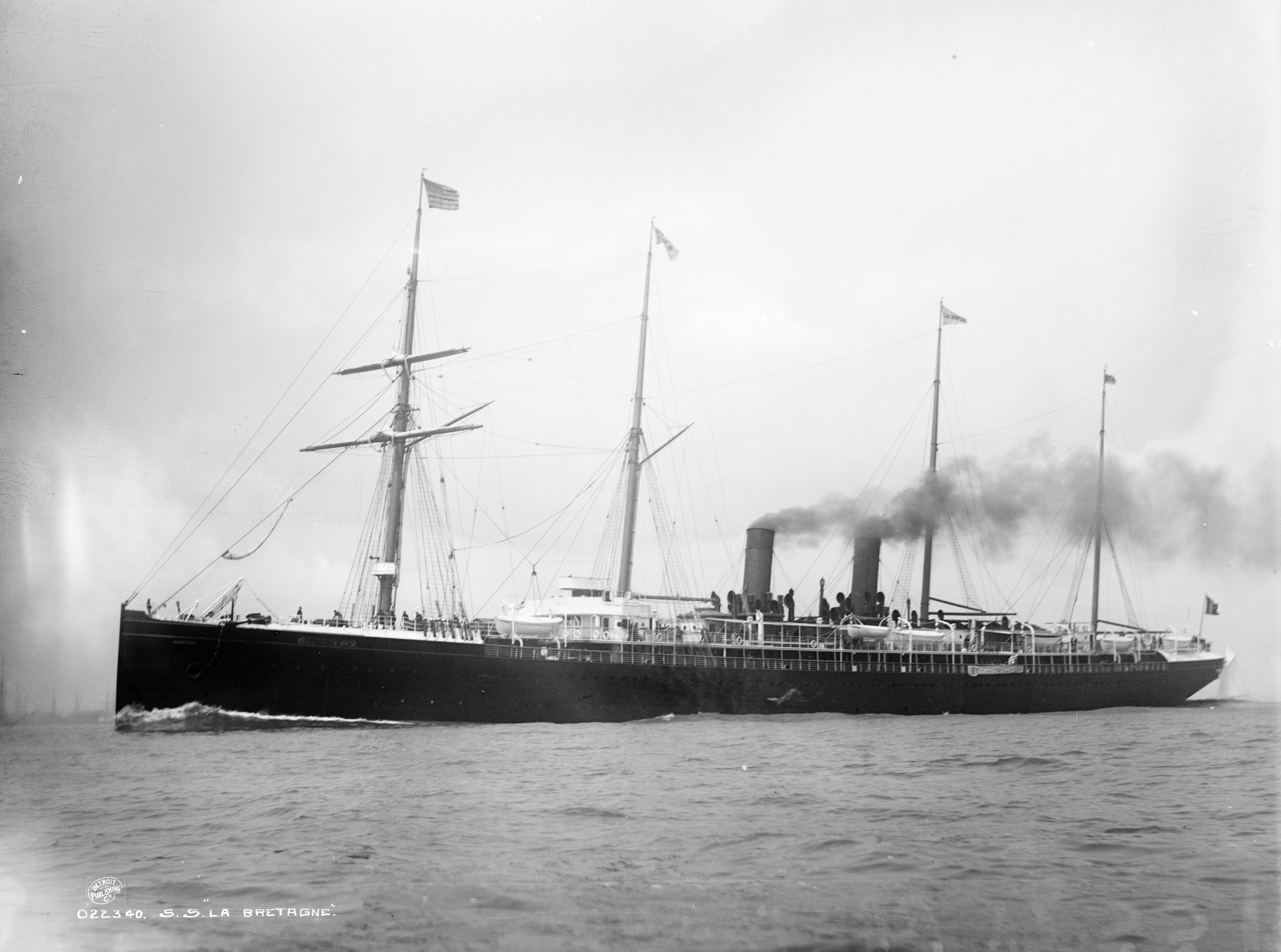
La Bretagne (1895)
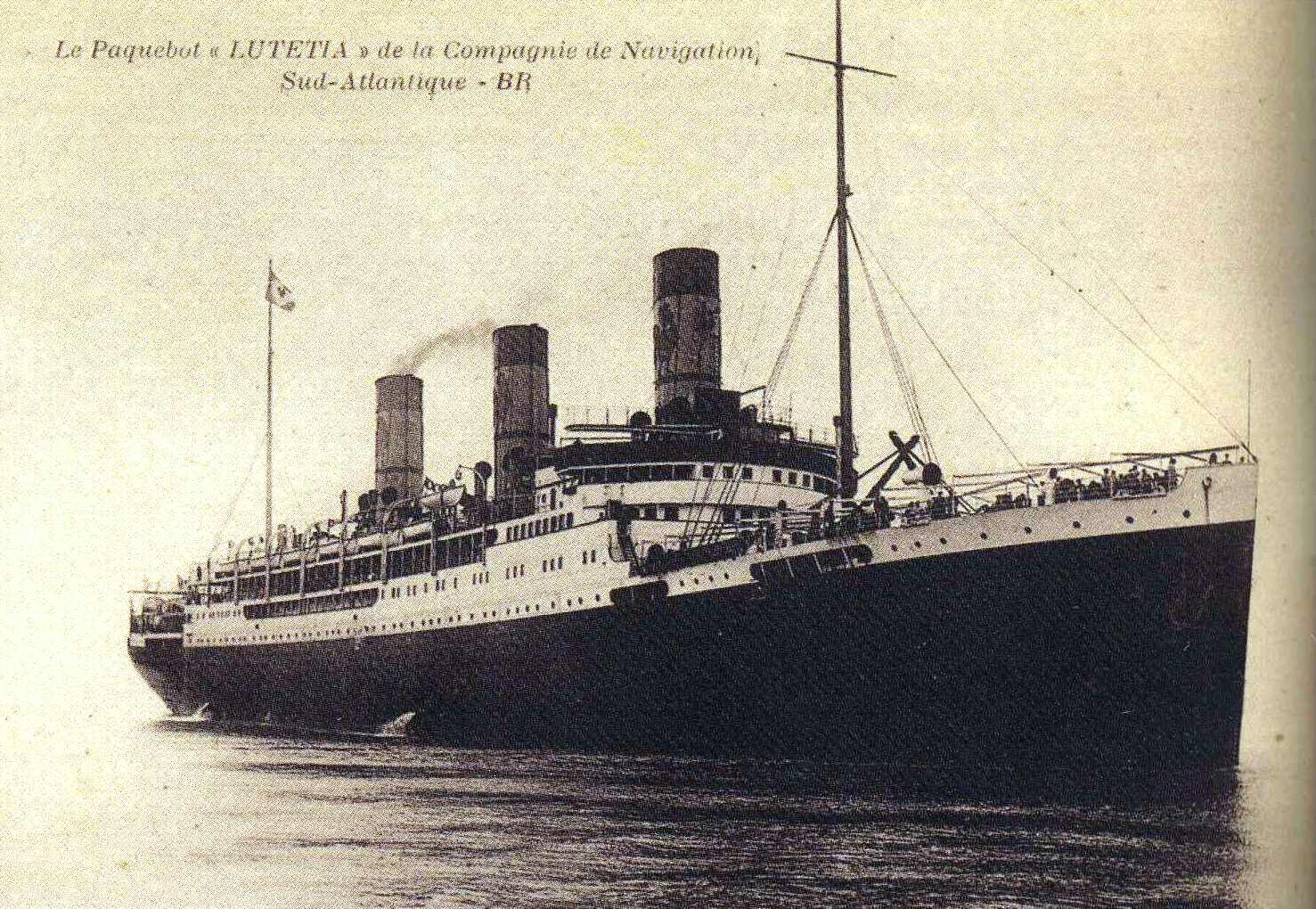
Lutetia (1922)
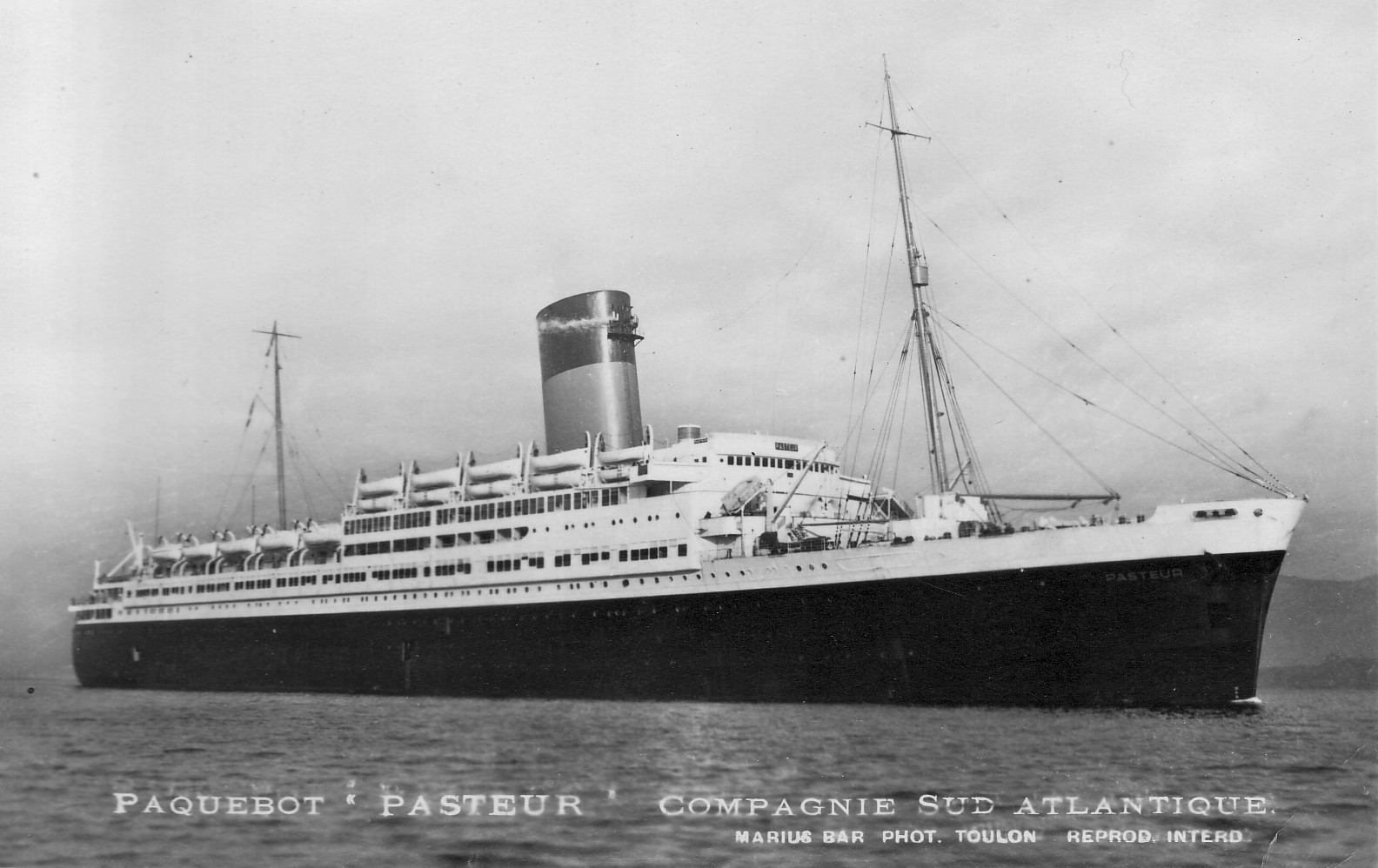
Pasteur (1939)